# Canon EOS 350D

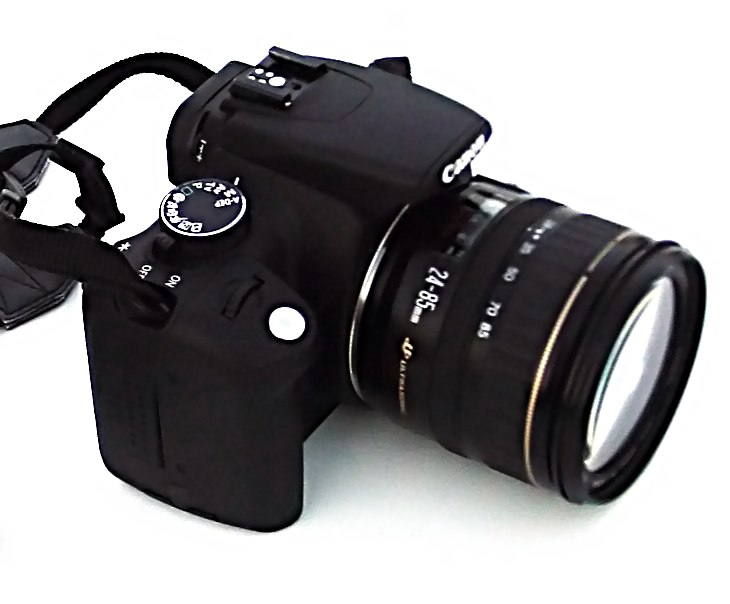
Canon EOS-350D.

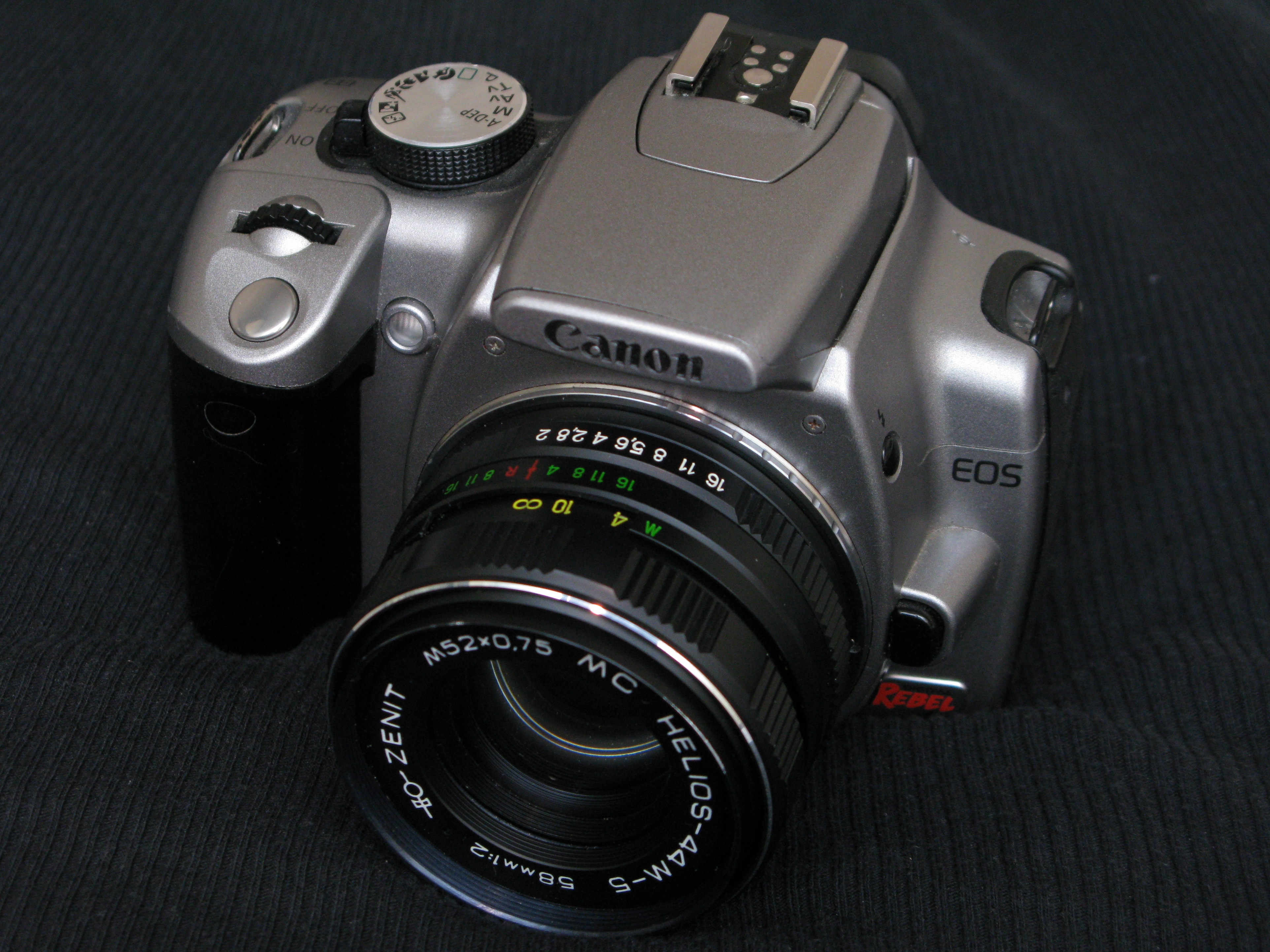
MC Helios-44M-5, producido en la planta de Valdai, montado en una cámara réflex digital Canon EOS Rebel XT mediante un adaptador de montura a rosca M42 a Canon EOS EF

La Canon EOS-350D, conocida en Estados Unidos de América como EOS Digital Rebel XT y en Japón como EOS Kiss n Digital, es una cámara réflex digital anunciada inicialmente el 17 de febrero de 2005. Como su antecesora la Canon EOS-300D tuvo un precio muy ajustado para introducirse en el sector amateur o no profesional, un mercado nuevo para este tipo de cámaras en ese momento. El 24 de agosto de 2006 sale su sucesora: la Canon EOS-400D, o EOS Digital Rebel XTi.
Sus características más relevantes son:
1. Procesador de imagen 'DIGIC II'.
2. Sensor CMOS formato APS-C (22,2 x 14,8 mm).
3. Píxeles efectivos: 3.456 x 2.304 = 7.962.624
4. Formato: 3:2
5. Montura del objetivo: EF/EF-S.
6. Factor multiplicador: 1,6x
7. Ráfagas de 3.0 fps hasta 14 jpgs y 4 RAW.
8. ISO 100-1600.
9. Flash X-Sync 1/200 segundo.
10. Velocidades de 30 segundos a 1/4000 segundos.
11. Almacenamiento en tarjetas Compact Flash Type I o II.
12. Tamaño 127 x 94 x 64 mm.
13. Batería recargable de Lithium-Ion NB-2LH.
14. Dos versiones: negra y plateada.

La última versión del firmware para esta cámara que existió fue la 1.0.3.